# Tomioka, Gunma

Localizarea localităţii Tomioka în prefectura Gunma

Tomioka (富岡市 Tomioka-shi?) este un municipiu din Japonia, prefectura Gunma.